# Хронологија радничког покрета и КПЈ 1939.
| претходна целина: ◄ 1920—1929. |                              |
| Хронологија радничког покрета и Комунистичке партије Југославије током 1930-их 1930. 1931. 1932. 1933. 1934. 1935. 1936. 1937. 1938. 1939. | следећа целина: 1940—1949. ► |

Хронолошки преглед важнијих догађаја везаних за Раднички покрет Југославије и Комунистичку партију Југославије (КПЈ), као и општа политичка дешавања која су се догодила у Краљевини Југославији током 1939. године.
| Јануар Фебруар Март Април Мај Јун Јул Август Септембар Октобар Новембар Децембар |

## Јануар

#### 5. јануар
- У Москви одржана седница Секретаријата Извршног комитета Коминтерне на којој је коначно решено питање руководства Комунистичке партије Југославије (КПЈ), а Јосип Броз Тито добио мандат да формира Централни комитет у земљи, чиме је потврђен његов рад на реорганизацији и учвршћивању КПЈ. На истој седници прихваћена је Резолуција ЦК КПЈ у којој су третирани проблеми рада у земљи, стање и даљи задаци КПЈ.[1][2]

#### 7. јануар
- У Скопљу умро Душан Цекић (1879—1939), један од оснивача и истакнутих руководилаца социјалистичког покрета у Србији и Македонији и једно време члан руководства КП Југославије.[1]

#### 16. јануар
- У Београду, на Чукарици, приликом транспорта притвореника из затвора Управе града Београда тзв „Главњаче” у истражни затвор на Ади Циганлији, дошло до саобраћајне незгоде између притвореничког возила и трамваја (претпоставља се да је саобраћајна незгода исценирана од стране полиције). У незгоди је тешко повређен притвореник др Драгиша Мишовић (1898—1939), истакнути политички радник и члан КПЈ, који је од последица повреда преминуо 18. јануара, док су лакше повређени — други притвореник Станислав Завршник, жандарм-пратилац и возач.[3]

#### 20. јануар
- У Чачку, сахрањен лекар др Драгиша Мишовић, истакнути политички радник и члан КПЈ, који је умро 18. јануара од повреда задобијених у саобраћајној незгоди приликом транспорта у затвор на Ади Циганлији. Сахрани „народног лекара“ присуствовало је око 15.000 радника и грађана Чачка, али и других градова Србије, и она је претворена у протест против полицијског насиља и Владе Милана Стојадиновића.[3]

## Фебруар

#### 5. фебруар
- Формирана нова Влада Краљевине Југославије на чијем се челу налазио Драгиша Цветковић, један од вођа Југословенске радикалне заједнице. Влада је 28. августа реконструисана и у њу је укључен и лидер ХСС Влатко Мачек, а постојала је до 27. марта 1941. када је оборена војним пучем. За време мандата ове Владе створена је Бановина Хрватска и потписано приступање Југославије Тројном пакту.[2]

#### 22. фебруар
- У Скопљу одржана Конференција подружнице текстилних радника Уједињеног радничког синдикалног савеза Југославије (УРССЈ), на којој је говорио Јордан Николов Орце, члан Покрајинског комитета КПЈ за Македонију. Посебна пажња посвећена је развитку радничког и синдикалног покрета и положају кројачких и текстилних радника у Скопљу и целој Македонији.[3]

#### 19. април
- У Москви, у току „стаљинових чистки“, осуђено на смрт и истог дана стрељано 11 лица, међу којима су били — др Сима Марковић (1888—1939), један од оснивача КП Југославије и научни сарадник Филозофског института Академије наука СССР и Владимир Чопић (1891—1931), један од оснивача КП Југославије и учесник Шпанског грађанског рата. Обојица су рехабилитована 10. јуна 1958. одлуком Врховног суда СССР-а.

## Март

#### 15. март
- У Бохињској Бистрици, од 15. до 18. марта, одржано заседање Привременог руководства КПЈ, када је конституисан нови и званични Централни комитет КПЈ на челу са Јосипом Брозом Титом, а са заседања је упућено Отворено писмо члановима КПЈ.[2][4]
- У Београду одржане манифестације у знак солидарности са борбом чехословачког народа, које су почеле протестом против немачке окупације Чехословачке, која је отпочела истог дана.[4]

## Јун

#### 1. јун
- Кнез Павле и књегиња Олга отпутовали у осмодневну посету Трећем рајху, а њихови домаћини били су лично Адолф Хитлер, Херман Геринг и Јоахим фон Рибентроп (званична државна посета трајала је пет дана, а преостала три дана били су приватна посета). Првог дана посете, 1. јуна приређен им је спектакуларан дочек у Берлину и банкет у Рајхсканцеларији, којем је присуствовао  Хитлер. Другог дана посете, 2. јуна организована је импресивна војна парада (највећа до тада и трајала је више од три сата), а увече опера Мајстори певачи, са свечаним пријемом и вечером у паузи. Трећег дана посете, 3. јуна организован је одлазак у Потсдам, где је Рибентроп организовао ручак у Новој палати, а затим су организовани сусрет са Гебелсом и вечера са Хитлером у Кајзерхофу. Четвртог дана посете, 4. јуна Геринг је организовао велики пријем у Шарлотенбургу. Петог и последњег дана званичне посете, 5. јуна организован је ручак са Хитлером, а поподне састанак са Хитлером у Дрездену. Последња три дана, приватне посете кнез Павле и књегиња Олга провели су на Геринговом имању у Каринхолу.

#### 9. јун
- У подножју Шмартне горе, у селу Тацену, код Љубљане, 9. и 10. јуна одржано Земаљско саветовање руководства КП Југославије, коме је присуствовало 29 делегата и 2 госта. На саветовању се расправљало о дотадашњем раду на консолидацији КПЈ. Главни Реферат Стање у Партији поднео је Јосип Броз Тито, Едвард Кардељ је говорио о спољном и политичком положају, Иво Лола Рибар о раду СКОЈ-а, а Франц Лескошек и Александар Ранковић о проблемима синдикалног рада. Саветовање је имало велики значај за даљи рад КПЈ, на коме су одређени задаци у смислу организационог ширења и јачања КПЈ, прихваћен курс о самофинансирању КПЈ, организовање партијских курсева за све чланове КПЈ и др.[5][6]

#### 17. јун
- На Врху изнад Трбовља одржан састанак водећег актива КП Словеније, коме је присуствовао генерални секретар КПЈ Јосип Броз Тито. На саветовању је расправљано о партијској организованости. Главни извештај поднео је Едвард Кардељ, док је Борис Крајгер говорио о проблемима у вези са фракционашким деловањем Петка Милетића међу робијашима-комунистима у затвору у Сремској Митровици.[5]

#### крај јуна
- У Београду одржана Месна конференција КПЈ за Београд, којој је присуствовало 30 чланова партијских руководстава, представника Рејонских комитета и Покрајинског комитета КПЈ за Србију. У току Конференције, Радоје Дакић је поднео реферат О раду партијске организације, Милош Матијевић О организационом питању, Лука Шунка О раду скојевске организације, Василије Буха О синдикалном питању, Владо Поповић О раду на Универзитету и Вукашин Антић О народној помоћи. На Конференцији је изабран нови Месни комитет КПЈ за Београд, на чијем су челу били — Милош Матијевић, политички и Радоје Дакић, организациони секретар.[7]

## Август

#### 26. август
- У Бледу потписан споразум између председника Владе Драгише Цветковића и вође Хрватске сељачке странке Влатка Мачека тзв. споразум „Цветковић-Мачек“ којим је формирана Бановина Хрватска и реконструисана постојећа Влада у коју је ушло и пет министара из ХСС (ова Влада је у историографији позната као Влада „Цветковић-Мачек“).[8]
- Влада донела Уредбу о Бановини Хрватској којом је формирана Бановина Хрватска, која је обухватала територије Савске и Приморске бановине, као и делова Дунавске, Врбаске, Дринске и Зетске бановине и имала Сабор, бана (др Иван Шубашић) и надлежности у области пољопривреде, трговине, индустрије и др. [8]
- Намесништво Краљевине Југославије на челу са кнезом-намесником Павлом Карађорђевићем донело одлуку којом је распуштен Сенат Краљевине Југославије (формиран Уставом из 1931) и Народна скупштина (изабрана на изборима 1938.) и суспендован Закон о избору народих посланика (донет 1931. и био оспораван од опозиције).

## Септембар

#### 1. септембар
- Нападом Трећег рајха на Пољску отпочео Други светски рат, који је трајао до 2. септембра 1945. и у коме је погинуло око 55 милиона људи.[9]

## Децембар

#### 14. децембар
- У Београду, под руководством Месног комитета КПЈ за Београд и Покрајинског комитета КПЈ за Србију, одржане велике демонстрације против скупоће, унутрашње и спољне политике Владе Цветковић-Мачек, под паролама — За хлеб, мир и слободу, Доле рат, Доле скупоћа, Живела слобода синдикалног организовања и др. На демонстрацијама је учествовало око 50.000 људи, углавном радничке и студентске омладине, међу говорницима били су Рифат Бурџовић, Радоје Дакић и др, а поворке радника и студената предводили су — Вуле Антић, Воја Лековић, Ђуро Стругар, Мирко Томић, Милан Премасунац, Вукица Митровић, Јанко Лисјак, Александар Ранковић и др. Полиција је у жељи да растури демонстрације, употребила силу и отпочела сукобе с демонстрантима, а најжешћи сукоби између демонстраната и жандармерије одиграли су се у Приштинској улици (данас Улица Цара Николаја, а једно време улица 14. децембра), код Правног факултета, код Техничког факултета и у Александровој улици (данас Булевар Краља Александра). У сукобима, током демонстрација, страдало је 10 лица — Мирко Луковић, студент медицине; Рајко Лалић, столарски радник; Босиљка Боса Милићевић, студент више комерцијалне школе; Живадин Седлан, студент технике; Голубовић, радник и још пет радника и студената чија имена нису утврђена; рањено је 40 демонстраната, а 60 ухапшено.[10]

| Јануар Фебруар Март Април Мај Јун Јул Август Септембар Октобар Новембар Децембар |